# Хозяйственное право
Хозяйственное право — комплексная отрасль права, нормы которой регулируют общественные отношения при капитализме, возникающие в процессе осуществления предпринимательской деятельности. Отрасль находится на стыке гражданского и налогового права. В социалистической экономике хозяйственное право регулировало отношения между предприятиями и организациями, связанные друг с другом в процессе производства, поставок товаров и выполнения научно-исследовательских и опытно-конструкторских работ.
Термин «Хозяйственное право» применялся как единый во времена СССР и служил задаче роста эффективности производственных отношений в социалистической экономике, а само это право контролировалось через Хозяйственные суды. В настоящий момент нередко данная отрасль правового регулирования, особенно в Российской Федерации, именуется как предпринимательское право.
В 1920-х — 1950-х годах в СССР предпринимались попытки принятия Хозяйственного кодекса, который бы действовал наряду с Гражданским кодексом.
Данное направление кодификации реализовано на Украине, где в 2003 году был принят и вступил в силу с 1 января 2004 года Хозяйственный кодекс Украины.
В Российской Федерации продолжается[уточнить] разработка Предпринимательского кодекса.

## Концепция хозяйственного права
Объективными предпосылками возникновения советского Хозяйственного права (как отрасли и науки) в 1920-е годы явилось создание социалистического сектора экономики и необходимость регулировать правовые отношения между экономическими субъектами как внутри одного ведомства, так и на межведомственном уровне.
С 1921 г. на факультете советского права МГУ было начато преподавание хозяйственного права наряду с гражданским, трудовым и римским частным правом, а в 1925 году было создано хозяйственно-правовое отделение. Хозяйственно — правовое отделение готовило юрисконсультов для хозяйственных предприятий. На всех отделениях курс хозяйственного права читал известнейший юрист того времени, профессор И. С. Перетерский.
Поскольку Декретом № 1 Советского правительства существовавшая судебная система императорской России была упразднена, систему регулирования и разрешения хозяйственных споров предстояло создать заново. Первоначально эта функция была возложена на органы государственного управления, тогда как в компетенцию народных судов входили уголовные, гражданские дела и дела об административных правонарушениях.
Переход на НЭП в 1922 году усложнил возникающие хозяйственные отношения и потребовал нового законодательства.
Постановление Совета труда и обороны РСФСР от 23 августа 1922 года «О товарных биржах» передавало этим организациям функции регулирования спроса и предложения и учреждения различных органов, в том числе арбитражных комиссий.
21 сентября 1922 г. ВЦИК и СНК РСФСР издали «Положение о порядке разрешения имущественных споров между государственными учреждениями и предприятиями», которое возлагало разрешение имущественных споров между государственными учреждениями и предприятиями на Высшую арбитражную комиссию при Совете труда и обороны РСФСР, а на местах — на арбитражные комиссии при областных экономических совещаниях.
Функции разрешения хозяйственных споров стали переходить от госорганов к создаваемым на разных управленческих уровнях арбитражным комиссиям, которые впоследствии стали основой для создания в стране государственного арбитража, ведомственных арбитражей и арбитражной системы потребительской кооперации. Этот процесс завершился к 1924 году.
Правоведы, исследовавшие проблемы в области Хозяйственного права, стремились создать некий компромисс публичного и частного права, приспособленный к новым экономическим условиям. Острые дискуссии разгорелись по вопросам о сущности и пределах Хозяйственного права, о его отличии от смежных отраслей права и т. д.
В системе советского права наиболее остро стоял вопрос о единстве и дифференциации правового регулирования имущественных отношений. Основные споры велись между представителями хозяйственно-правовой и цивилистической (гражданско-правовой) концепций. Суть первой заключалась в регулировании единой отраслью хозяйственного права отношений по осуществлению хозяйственной деятельности (отношений по горизонтали между юридически равноправными товаропроизводителями) и отношений по руководству этой деятельностью (отношений по вертикали между органами государственной власти и товаропроизводителями).
Огромный вклад в становление советского Хозяйственного права внесли В. А. Краснокутский, И. Б. Новицкий, П. И. Стучка, М. М. Агарков, А. Г. Гойхбарг, Д. И. Курский. Благодаря их усилиям в 20-е годы были приняты Гражданский и Земельный кодексы, разработаны проекты Хозяйственного, Торгового, Промышленного, Кооперативного кодексов.
Появление и столь бурное развитие Хозяйственного права связывали со смешанным характером советской экономики и индустриализацией гражданского права (Л. Таль), необходимостью исследовать «реальное взаимодействие экономики и права» (М. Агарков). Были и другие позиции сформированные впоследствии Г. К. Гинсом: «В отличие от гражданского права, которое основано на сознании личной свободы, хозяйственное право опирается на сознательную солидарность, необходимость соглашения и соподчинения». Идея Хозяйственного права во многом перекликалось с социалистической психологией и идеей общего блага.
Большой вклад в развитие дискуссии о сферах регулирования Гражданского и Хозяйственного права внес профессор юридического факультета Московского Университета А. В. Карасс в трудах «Правовые формы организации государственной промышленности в условиях новой экономической политики» (1923), «Советское промышленное право» (1925), «Государственные предприятия и учреждения», «Аренда государственных предприятий» и другие.
Одним из основополагающих трудов того времени в области Хозяйственного права стало «Советское хозяйственное право» профессора В. Н. Шретера. Данный научный труд был посвящён проблеме научной систематики советского Хозяйственного права как комплексной отрасли права, где весь законодательный материал, за исключением Гражданского Кодекса, распылен в массе отдельных постановлений. Также следует отметить труд «Методические разработки по хозяйственному праву» (1925) Ф. И. Вольфсона.

## Развитие хозяйственного права в СССР
В связи с образованием Союза ССР ЦИК и СНК СССР 6 мая 1924 г. утвердили Положение об Арбитражной комиссии при СТО СССР. Основы судоустройства Союза ССР и союзных республик оговорили иерархию арбитражной системы от Высшей арбитражной комиссии при СТО СССР до арбитражных комиссий при исполкомах областей и губерний.
Государственные арбитражные комиссии, представлявшие собой государственные институции с правом решения экономических споров, действовали до 1931 года.
Однако с началом индустриализации в СССР и укреплением социалистического сектора экономики роль хозяйственного договора между экономическими субъектами стала меняться: на первый план стало выходить не денежное содержание договора, а его натуральный характер: поставка строго необходимой продукции в полной номенклатуре, в положенный срок, с надлежащим качеством в условиях плановой экономики, что в конце концов обеспечивало более эффективное функционирование предприятий и соблюдение принципов хозрасчёта.
Постановление Совнаркома СССР от 20 марта 1931 г. № 229 «Об изменении в системе кредитования, укреплении кредитной работы и обеспечении хозяйственного расчета во всех хозяйственных органах» обусловило совместное Постановление ЦИК и СНК СССР от 3 мая 1931 года, утвердившее Положение о Государственном арбитраже, «для разрешения имущественных споров между учреждениями, предприятиями и организациями обобществленного сектора в направлении, обеспечивающем укрепление договорной и плановой дисциплины и хозяйственного расчета». Позже (постановлением Совнаркома СССР от 19 декабря 1933 г. «О заключении договоров на 1934 год») на Госарбитраж была возложена дополнительная функция по разрешению преддоговорных споров.
Постановлением СНК СССР от 6 декабря 1931 г. Госарбитражу было поручено инструктирование нижестоящих арбитражей и организация этой работы в масштабах страны.
Постановлением СНК СССР от 5 декабря 1939 г. «О заключении договоров на 1940 год» на Госарбитраж было возложено рассмотрение споров, возникающих при согласовании Основных условий поставки товаров.

## Изучение Хозяйственного права
Развитие науки и возрождение преподавания Хозяйственного права связано с принятым в 1964 году постановлением ЦК КПСС «О мерах по дальнейшему развитию юридической науки и улучшению юридического образования в стране». На юридическом факультете МГУ им. М. В. Ломоносова Хозяйственное право читалось на IV курсе дневного отделения, V курсе вечернего отделения для студентов всех специализаций с 1966 учебного года в рамках кафедры Гражданского права.
Первый учебник по Хозяйственному праву, после его возрождения в учебных планах юридических факультетов и вузов был подготовлен авторским коллективом под руководством доктора юридических наук, профессора В. В. Лаптева («Хозяйственное право». М., Юридическая литература, 1967 г.). Во втором издании этого учебника вышедшем в 1970 году в том же издательстве в качестве автора принимал участие, читавший лекции по Хозяйственному праву на юридическом факультете МГУ им. М. В. Ломоносова, доктор юридических наук, профессор Корнеев С. М.
В 1975 году Центральный Комитет КПСС и Совет Министров СССР принимают постановление «О мерах по дальнейшему совершенствованию хозяйственного законодательства». Признание Хозяйственного права самостоятельной отраслью советского права было построено на том, что им регулировались социалистические хозяйственные отношения, но не все, а только возникающие в процессе осуществления экономической деятельности или руководства ею, и не в полном объёме, а лишь в меру участия на обеих сторонах социалистических хозорганов (предприятий, организаций, органов управления, планирования и т. д.).
Окончательное выражение концепция Хозяйственного права получила в подготовленном и изданном авторским коллективом кафедры гражданского права юридического факультета МГУ им. М. В. Ломоносова и кафедры гражданского права Свердловского юридического института учебном пособии «Хозяйственное право», под редакцией доктора юридических наук, профессора В. П. Грибанова и заслуженного деятеля науки РСФСР, профессора О. А. Красавчикова с грифом Министерства высшего и среднего специального образования СССР в качестве учебного пособия для студентов вузов, обучающихся по специальности «Правоведение». В нём отмечалось, что хозяйственное законодательство можно признать комплексным образованием, являющимся внешним проявлением, формой сложного взаимодействия норм различных отраслей социалистического права в регулировании разных сторон хозяйственной деятельности.
Наиболее видным критиком «теории хозяйственного права» был О. С. Иоффе.

## Современное хозяйственное право
Современное хозяйственное право рассматривается как самостоятельная отрасль права, определяющая правовые основы хозяйствования и регулирующая отношения, возникающие в процессе организации и осуществления хозяйственной деятельности, связанной с изготовлением и реализацией продукции, выполнением работ и оказанием услуг для удовлетворения потребностей отдельных потребителей и общественных нужд. Нормативной основой хозяйственного права является хозяйственное законодательство.
При этом хозяйственная деятельность как предмет регулирования хозяйственного права выделяется своей сложностью, многоэтапностью, профессиональным и систематическим характером, отличающим эту деятельность от потребительских отношений, где всецело действуют нормы гражданского права.
Концепция хозяйственного права основана на согласовании частно-правовых (горизонтальных) и публично-правовых (вертикальных) отношений в сфере хозяйствования, что предполагает формирование соответствующих правовых норм на основе сочетания рыночного саморегулирования экономических отношений и государственного регулирования макроэкономических процессов.
Считается, что вне такого согласования частно-правовые и публично-правовые отношения в сфере хозяйствования развиваются разнонаправленно, противоречат друг другу, сдерживая развитие экономических отношений и создавая коллизии в их правовом регулировании.
Хозяйственное право позволяет охватить единством регулирования не только коммерческие, но и некоммерческие отношения в сфере хозяйствования. Это позволяет говорить о большей инструментальной ценности концепции хозяйственного права, чем концепции предпринимательского права.
В Российской Федерации позиции сторонников концепции хозяйственного права не так сильны, как на Украине, где принят и действует самостоятельный Хозяйственный кодекс. Среди современных российских юристов-хозяйственников выделяются В. С. Мартемьянов, В. В. Лаптев, И. В. Дойников, И. В. Ершова, О. М. Олейник и др.
Видные украинские юристы-хозяйственники В. К. Мамутов, Г. Л. Знаменский, Г. В. Пронская, В. С. Щербина, И. Г. Побирченко, В. Н. Гайворонский, О. П. Подцерковный и другие сыграли решающую роль в обосновании отраслевой самостоятельности хозяйственного права.
В ведущих украинских высших учебных заведениях, готовящих юристов, функционируют кафедры хозяйственного права: в Киевском Национальном университете им. Т. Шевченко, Национальном университете «Одесская юридическая академия», Национальном университете «Юридическая академия имени Ярослава Мудрого», Донецком национальном университете и т. д.
По специальности 12.00.04 «хозяйственное право; хозяйственно-процессуальное право» на Украине осуществляется защита кандидатских и докторских диссертаций.